# Більче-Волицький нафтогазоносний район
Бі́льче-Волицький нафтогазоно́сний райо́н — належить до Передкарпатської нафтогазоносної області Західного нафтогазоносного регіону України
Включає:
- Свидницьке газове родовище
- Коханівське нафтове родовище
- Вижомлянське газове родовище
- Вишнянське газове родовище
- Никловицьке газове родовище
- Хідновицьке газове родовище
- Садковицьке газове родовище
- Пинянське газове родовище
- Залужанське газоконденсатне родовище
- Новосілківське газове родовище
- Рудківське газове родовище
- Майницьке газове родовище
- Сусолівське газове родовище
- Грушівське газоконденсатне родовище
- Східно-Довгівське газове родовище
- Меденицьке газове родовище
- Малогорожанське газове родовище
- Опарське газове родовище
- Летнянське газоконденсатне родовище
- Грудівське газове родовище
- Більче-Волицьке газове родовище
- Гайське газоконденсатне родовище
- Кавське газове родовище
- Глинківське газове родовище
- Угерське газове родовище
- Південно-Угерське газове родовище
- Дашавське газове родовище
- Кадобнянське газове родовище
- Гринівське газове родовище
- Богородчанське газове родовище
- Яблунівське газове родовище
- Косівське газове родовище
- Ковалівське газове родовище
- Чорногузьке газове родовище
- Лопушнянське нафтове родовище

А також Макунівське, Південно-Грабинське, Черемхівсько-Струпківське, Пилипівське, Дебеславицьке, Шереметівське, Красноїльське, Тинівське, Городоцьке родовища.